# Импровизированная боевая машина
Импровизированная боевая машина представляет собой боевую машину, созданную посредством модификации гражданского или военного небоевого транспортного средства, зачастую созданную повстанческими силами в кустарных условиях. 
Подобные модификации, как правило, осуществляются посредством установки брони и вооружения на автомобиль, трактор, плавсредство и так далее. Практика создания ИБМ началась с момента внедрения первых автомобилей в военное дело. Практика создания импровизированных боевых машин продолжается даже в тех государствах и странах, что имеют военно-промышленный комплекс. Превращение небоевого транспорта в боевое характерно прежде всего для боевых организаций (мятежников, бунтовщиков, повстанцев), отсталых государств и стран, не имеющих технических и финансовых средств для создания или приобретения за рубежом полноценных боевых машин.

## История

### Раннее применение
Одна из первых ИБМ была построена для британской армии в Дублине во время Пасхального восстания в 1916 году. Она была сделана из трёхтонного грузовика «Даймлер», который реквизировали у дублинской пивоварни «Гиннесс». Бронированный корпус был создан путём монтирования паровозных дымовых коробок на грузовик. В коробке были проделаны отверстия для стрельбы, также были нанесены чёрные пятна для имитации отверстий для стрельбы, чтобы вводить снайперов в заблуждение. Сталью была защищена также кабина водителя и радиатор грузовика.
Строительство заняло менее чем один день в мастерской Большой южной железной дороги. После того, как восстание было подавлено, части локомотива были возвращены железной дороге, а грузовик вернулся к своим владельцам.
В ходе Гражданской войны в России ВСЮР отметилась созданием самоходной артиллерийской установки «Буллок-Ломбард» на базе полугусеничного американского трактора Lombard. САУ имела вооружение в виде 120-мм морской пушки Канэ. Общее их количество было невелико. Буллок-Ломбард стала одной из первых САУ в истории.

### Вторая мировая война

#### Джипы SAS
Созданная во время североафриканской кампании Второй мировой войны, Особая воздушная служба (SAS) специализировалась на проведении молниеносных атак, в частности, против аэродромов стран «оси». Поскольку ни одна машина не была приспособлена к такого рода операций, SAS были вынуждены строить свои собственные на основе джипов Willys MB, приобретённых в рамках ленд-лиза. Порой удалялись ветровые стёкла, а иногда и бампер, в целях экономии веса, а также для перевозки дополнительного полезного груза. Решётка радиатора часто демонтировалась, чтобы получать больше воздуха для лучшего охлаждения двигателя в горячем климате пустыни.
В качестве вооружения ставились разнообразные комбинации пулемётов типа Vickers K, пулемётов Браунинга.
Джипы SAS использовались по всей Северной Африке и позже для диверсионных операций в тылу противника в Европе.

#### Советские бронетракторы
Советские войска применяли бронетракторы НИ-1 («На испуг») на раннем этапе войны, созданных на основе трактора СТЗ-5 путём обшивки листами корабельной стали. На Харьковском тракторном заводе производился бронетрактор ХТЗ-16.

#### Кубус
Армия Крайова создала в 1944 году импровизированный бронеавтомобиль Кубус на основе Chevrolet 157 в единственном экземпляре.

## Наше время

### Тачанка
Современные иррегулярные формирования взяли в моду модификации гражданских и небоевых военных автомобилией путём установки на них крупнокалиберных пулемётов, малокалиберных зенитных пушек, безоткатных орудий, автоматических станковых гранатомётов, ПТРК. В основном в этих целях используется пикап.
В повстанческой среде вооружённые пикапы превратились в символ боевой мощи вооружённого формирования и обладание ими повышает престиж главаря группировки. В южном Сомали вооружённый пикап стал наиболее значимым символом власти, мощь каждого главаря измеряется количеством боевых пикапов в его распоряжении.
Пикапы Toyota, в особенности Toyota Hilux, снискали особую популярность у боевиков ИГ, став одним из основных элементов имиджа группировки.

### Гантрак
Использование вооружённых грузовиков характерно также и для регулярных армий, устанавливающих аналогично артиллерию малого калибра, пулемёты и импровизированную защиту от осколков и пуль. В основном гантраки используются для вооружения конвоев для защиты транспортных колонн от нападений партизан.

### Джихад-мобиль
Группировка ИГ использует начинённые взрывчаткой автомобили, известные также как «вбиед» (англ. vehicle-borne improvised explosive device (VBIED)) или «автобомбы», в своей вооружённой борьбе для атак по своим противникам. Атаки смертников (истишхадиев) на автомобилях позволяют наносить чувствительные удары по технически и численно превосходящему противнику. Смертники на автомобилях сыграли немалую роль в отражении наступления Сирийской арабской армии на Ракку в 2016 году. Они осуществляли атаки на скопления правительственных сил и армейские блокпосты на бронированных «джихадмобилях», начинённых взрывчаткой.
Первым применением вбиедов стала Гражданская война в Ливане. Одним из самых крупных эпизодов был теракт на базе миротворцев проведённый группировкой «Исламский джихад» (араб. حركة الجهاد الإسلامي‎) в Бейруте 23 октября 1983 года, где был убит 241 морпех США и 58 парашютистов Франции. Тактику применения вбиедов переняли террористы из «Тигры освобождения Тамил-Илама» и ХАМАС. Операции с вбиедами против посольств США в Кении и Танзании стали дебютным выступлением Аль-Каиды в 1998 году, в ходе которых погибло более 200 человек. Последующий всплеск активности пришёлся во время оккупации Ирака, где за 2005—2007 применялось по 200 вбиедов ежегодно. Постепенно контрпартизанская борьба свела к минимуму (до 30 эпизодов в год). Исламисты ограничено применяли вбиеды во Второй чеченской войне.
Настоящий ренессанс автобомбы испытали в Войне против ИГ, где вбиеды стали основным тактическим приёмом военных действий. Атаки вбиедов обозначались исламистами как «амали́я истишхади́я», в которых мотивация основывалась на религиозной вере в гарантированную райскую награду для «истишха́дия», что позволило добиться массовости добровольцев. Действия смертников координировались через дроны, благодаря чему командир помогал выбрать оптимальный маршрут. ИГ наладило массовое производство вбиедов, которые дополнительно защищались стальными листами. В результате только в 2016 году было проведено 1112 атак. Вбиеды применяли и другие салафитские группировки, но гораздо менее активно. 60,8 % всех вбиедов было сделано из легковых автомобилей и грузовиков.